# Szarka Ákos (labdarúgó)
Szarka Ákos (Kisudvarnok, 1990. november 24. –) szlovákiai magyar labdarúgó, a DAC, a Diósgyőri VTK és a Gyirmót korábbi játékosa, a Kaposvári Rákóczi labdarúgója.

## Pályafutása

### Klubcsapatban
Dunaszerdahelyen és Kisudvarnokon ismerkedett meg a labdarúgás alapjaival, majd a szlovák klubfutball legeredményesebb csapata, a Slovan Bratislava igazolta le, az élvonalban azonban egy másik pozsonyi csapatban, a Petrzalka színeiben játszott először. Kölcsönszerződése lejárta után 2013-ig a Slovanban játszott, pályára lépett a Videoton FC elleni Európa-liga-selejtezőn is és meghatározó csapattag lett a 2012–2013-as idényben. 2013 nyarán előbb kölcsönbe, majd végleg szülővárosába igazolt, és a DAC játékosa lett. Három idény alatt 64 élvonalbeli találkozón 21 alkalommal talált az ellenfelek kapujába. A 2015-16-os idényben a Podbrezová elleni találkozón négy gólt szerzett 5–1-es győzelem alkalmával.2017 januárjában a Diósgyőri VTK csapatához szerződött. A magyar élvonalban másfél év alatt 36 bajnokin négyszer volt eredményes, 2018 nyarán a DVTK felbontotta a szerződését. Ezt követően Szarka a másodosztályú Gyirmót FC Győr játékosa lett. A 2018-2019-es szezonban tizenkilenc gólt ért el a másodosztályban, ezzel a bajnokság második legeredményesebb játékosa volt. A 2019-2020-as idény első felében 18 bajnoki mérkőzésen négyszer talált a kapuba, majd 2020 januárjában a dél-koreai másodosztályban szereplő Szuvon FC igazolta le. A koronavírus-járvány miatt félbeszakított bajnokságban három alkalommal kapott játéklehetőséget, majd 2020 júliusában felbontotta szerződését a klubbal. 2020. július 22-én a másodosztályú Kaposvári Rákóczihoz írt alá.

### A válogatottban
2011 és 2012 között hat alkalommal a szlovák U21-es válogatottban is pályára lépett. 2016 telén, Magyarországra szerződése előtt úgy nyilatkozott, hogy szívesen szerepelne felnőtt szinten a magyar válogatottban.